# Discovery Channel Marco Polo Team/2007
Deze pagina geeft een overzicht van de wielerploeg Discovery Channel Marco Polo Team in 2007.
| Naam                                        | Geboortedatum | Nationaliteit    | Ploeg 2006                    |
| ------------------------------------------- | ------------- | ---------------- | ----------------------------- |
| Hisanori Akiyama                            | 18-10-1983    | Japan            | Neoprof                       |
| Bart Brentjens                              | 10-10-1968    | Nederland        | Giant Asia Racing Team (2005) |
| Wei Kei Chang                               | 07-01-1988    | China            | Neoprof                       |
| Joseph Cooper (vanaf 10.06)                 | 27-12-1985    | Nieuw-Zeeland    | Neoprof                       |
| Eddy Hollands                               | 06-01-1972    | Australië        |                               |
| Dean Iversen (tot 10.06)                    | 05-11-1977    | Denemarken       | ?                             |
| Sergej Koedentsov                           | 29-07-1978    | Rusland          |                               |
| Chi Yin Leung                               | 27-11-1981    | Hongkong         |                               |
| Chao Li                                     | 15-07-1984    | China            | Neoprof                       |
| Yilin Liu                                   | 07-01-1985    | China            | Neoprof                       |
| Sea Keong Loh                               | 02-11-1986    | Maleisië         |                               |
| Pol Nabben                                  | 30-08-1983    | Nederland        | Neoprof                       |
| Robin Neil Reid                             | 16-12-1975    | Nieuw-Zeeland    |                               |
| Moezeddin Seyed Rezaei Khormizi (tot 18.05) | 27-05-1979    | Iran             | ?                             |
| Sid Taberley                                | 22-01-1980    | Australië        | Dolphin Bike Team             |
| Jamsran Ulzi-Orshikh                        | 14-06-1967    | Mongolië         |                               |
| Rudi van Houts                              | 16-01-1984    | Nederland        | Dolphin Bike Team             |
| Nils Voetmann (Stagiair)                    | 10-07-1987    | Duitsland        |                               |
| Bradley White (vanaf 10.06)                 | 15-01-1982    | Verenigde Staten | Neoprof                       |
| Yan Dong Xing                               | 20-03-1985    | China            |                               |
| Tong Yu                                     | 12-01-1982    | China            |                               |
| Thijs Zonneveld                             | 28-09-1980    | Nederland        | Geen ploeg                    |